# Torremocha del Campo
Torremocha del Campo è un comune spagnolo di 200 abitanti situato nella comunità autonoma di Castiglia-La Mancia.
Il comune, oltre al capoluogo omonimo, comprende i nuclei abitati di La Fuensaviñán, Laranueva, Navalpotro, Renales, Torrecuadrada de los Valles e La Torresaviñán.